# Marek Lipiński
Marek Ireneusz Lipiński – polski lekarz urolog, doktor habilitowany. 

## Życiorys

### Praca
Pracę i karierę naukową rozpoczął w łódzkim Uniwersytecie Medycznym, w II Katedrze Chirurgii. Następnie, już jako adiunkt, kontynuował pracę na tymże Uniwersytecie w Katedrze Urologii, potem w Katedrze Zabiegowych Nauk Klinicznych. Obecnie pracuje w II Klinice Urologii Uniwersytetu Medycznego w Łodzi mieszczącej się w  Wojewódzkim Szpitalu Specjalistycznym im. M. Kopernika w Łodzi. 

### Kariera naukowa
Studia o specjalności chirurgia ukończył na Akademii Medycznej w Łodzi w roku 1982. W roku 1993 uzyskał doktorat w zakresie medycyny broniąc pracę Weryfikacja podejrzanych ognisk nowotworowych w ultrasonografii w sterczu biopsją cienkoigłową i elektroresekcją w Akademii Medycznej w Łodzi na Wydziale Lekarskim. Stopień doktora habilitowanego w zakresie urologii uzyskał w 2006 roku po napisaniu rozprawy Wartość diagnostyki i terapii fotodynamicznej w rozpoznawaniu i leczeniu powierzchownych nowotworów pęcherza moczowego.
W latach 2008–2017 był promotorem 4 i recenzentem 8 prac doktorskich.

## Wybrane publikacje
- M. Lipiński, Metody diagnostyczne stosowane w rozpoznawaniu raka pęcherza moczowego, „Przegląd Urologiczny”, 2008/2 (48) [dostęp 2018-03-19]. Brak numerów stron w czasopiśmie
- Maciej Ziarek, Marek Długosz, Marek Lipiński, Rare case of malignant lymphoma of kidney, „Central European Journal of Urology”, 66 (3), 2013, s. 296–298, DOI: 10.5173/ceju.2013.03.art11, PMID: 24707367, PMCID: PMC3974471.
- Rafał Kliś i inni, Rate of positive urine culture and double-J catheters colonization on the basis of microorganism DNA analysis, „Central European Journal of Urology”, 67 (1), 2014, s. 81–85, DOI: 10.5173/ceju.2014.01.art18, PMID: 24982789, PMCID: PMC4074722.
- Mariusz Szewczyk i inni, The evaluation of tissue mass loss in the incision line of prostate with benign hyperplasia performed using holmium laser and cutting electrode, „Central European Journal of Urology”, 67 (3), 2014, s. 282–286, DOI: 10.5173/ceju.2014.03.art14, PMID: 25247088, PMCID: PMC4165671.